# Dílar
Dílar è un comune spagnolo di 1 727 abitanti situato nella comunità autonoma dell'Andalusia.